# Diocesi di Neocesarea di Bitinia
La diocesi di Neocesarea di Bitinia (in latino Dioecesis Neocaesariensis in Bithynia) è una sede soppressa del patriarcato di Costantinopoli e una sede titolare della Chiesa cattolica.

## Storia
Neocesarea di Bitinia, identificabile con Arnaköy (Armutlï) nell'odierna Turchia, è un'antica sede vescovile della provincia romana di Bitinia nella diocesi civile del Ponto. Faceva parte del patriarcato di Costantinopoli ed era suffraganea dell'arcidiocesi di Nicomedia.
La diocesi è documentata nelle Notitiae Episcopatuum del patriarcato di Costantinopoli fino agli inizi del X secolo. Tuttavia la sede dovette scomparire già prima di questo periodo; infatti nel concilio del 787, il vescovo si presentò come vescovo di Neocesarea o Ariste, sede documentata nelle stesse Notitiae fin dall'VIII secolo; le due diocesi si fusero assieme e dal IX secolo le fonti documentarie non attestano più il titolo di Neocesarea, ma solo quello di Ariste/Eriste.
Diversi sono i vescovi attribuiti a Neocesarea. Secondo Le Quien potrebbe appartenere a questa antica sede vescovile Teodolo di Neocesarea, che, assieme alla maggior parte dei prelati orientali, abbandonò il concilio di Sardica (circa 343/344) e sottoscrisse una lettera sinodale dai contenuti ariani; altri autori invece attribuiscono Teodolo alla sede di Neocesarea del Ponto. Il primo vescovo certo di Neocesarea di Bitinia è Olimpio, che figura tra i vescovi che presero parte al concilio di Costantinopoli del 381.
Ciriaco sottoscrisse, il 20 luglio 518, la petizione inviata dal sinodo di Costantinopoli al patriarca Giovanni, perché rompesse i suoi legami con Severo di Antiochia e il partito monofisita e ristabilisse la fede calcedonese. Giovanni partecipò al concilio in Trullo del 692.
I successivi vescovi attestano l'unione della diocesi di Neocesarea con quella di Eriste/Ariste. Il primo di questi è Leone di Ariste, che prese parte al concilio di Nicea del 787. Un anonimo vescovo di Eriste è menzionato in una lettera del patriarca Fozio di Costantinopoli, databile tra l'859 e l'867. Infine Tarasio di Eriste partecipò al concilio di Costantinopoli dell'879-880 che riabilitò il patriarca Fozio.
Dal XVII secolo Neocesarea di Bitinia è annoverata tra le sedi vescovili titolari della Chiesa cattolica.

## Cronotassi

### Vescovi greci di Neocesarea
- Teodolo ? † (menzionato nel 343/344)
- Olimpio † (menzionato nel 381)
- Ciriaco † (menzionato nel 518)
- Giovanni † (menzionato nel 692)

### Vescovi greci di Eriste/Ariste (Neocesarea)
- Leone † (menzionato nel 787)
- Anonimo † (menzionato tra l'859 e l'867)
- Tarasio † (menzionato nell'879)

### Vescovi titolari
La seguente cronotassi è quella assegnata a questa sede titolare da Catholic Hierarchy. Tuttavia è probabile che i tre titolari appartengano o alla sede metropolitana di Neocesarea del Ponto o alla sede vescovile di Neocesarea di Siria. Infatti negli Annuari Pontifici dell'Ottocento e nell'Annuaire pontifical catholique del 1917 non esiste la sede titolare di Neocesarea di Bitinia, ma solo quelle omonime del Ponto e di Siria. Secondo Gcatholic, la sede titolare è stata istituita nel 1933 e finora il titolo non è mai stato assegnato.
- Sebastiano de Paoli † (23 maggio 1622 - settembre 1627 nominato vescovo di Nepi e Sutri)[8]
- Mario Antonini † (29 novembre 1627 - 22 giugno 1633 deceduto)[9]
- Placide Louis du Chemin, O.S.B. † (30 maggio 1661 - 10 aprile 1669 succeduto vescovo di Babilonia dei Latini)[10]